# Alfonso Corona del Rosal, Palenque
Alfonso Corona del Rosal är en ort i Mexiko.   Den ligger i kommunen Palenque och delstaten Chiapas, i den sydöstra delen av landet, 800 km öster om huvudstaden Mexico City. Alfonso Corona del Rosal ligger 415 meter över havet och antalet invånare är 396.
Terrängen runt Alfonso Corona del Rosal är lite kuperad. Runt Alfonso Corona del Rosal är det glesbefolkat, med 18 invånare per kvadratkilometer. Närmaste större samhälle är Arimatea, 7,5 km nordväst om Alfonso Corona del Rosal. I omgivningarna runt Alfonso Corona del Rosal växer i huvudsak städsegrön lövskog.